# UDF 2457
UDF 2457 es una enana roja situada a una distancia de alrededor de 59.000 años luz de la Tierra. Es uno de los objetos celestes más prominentes del Campo Ultra Profundo del Hubble, con una magnitud aparente de 25.

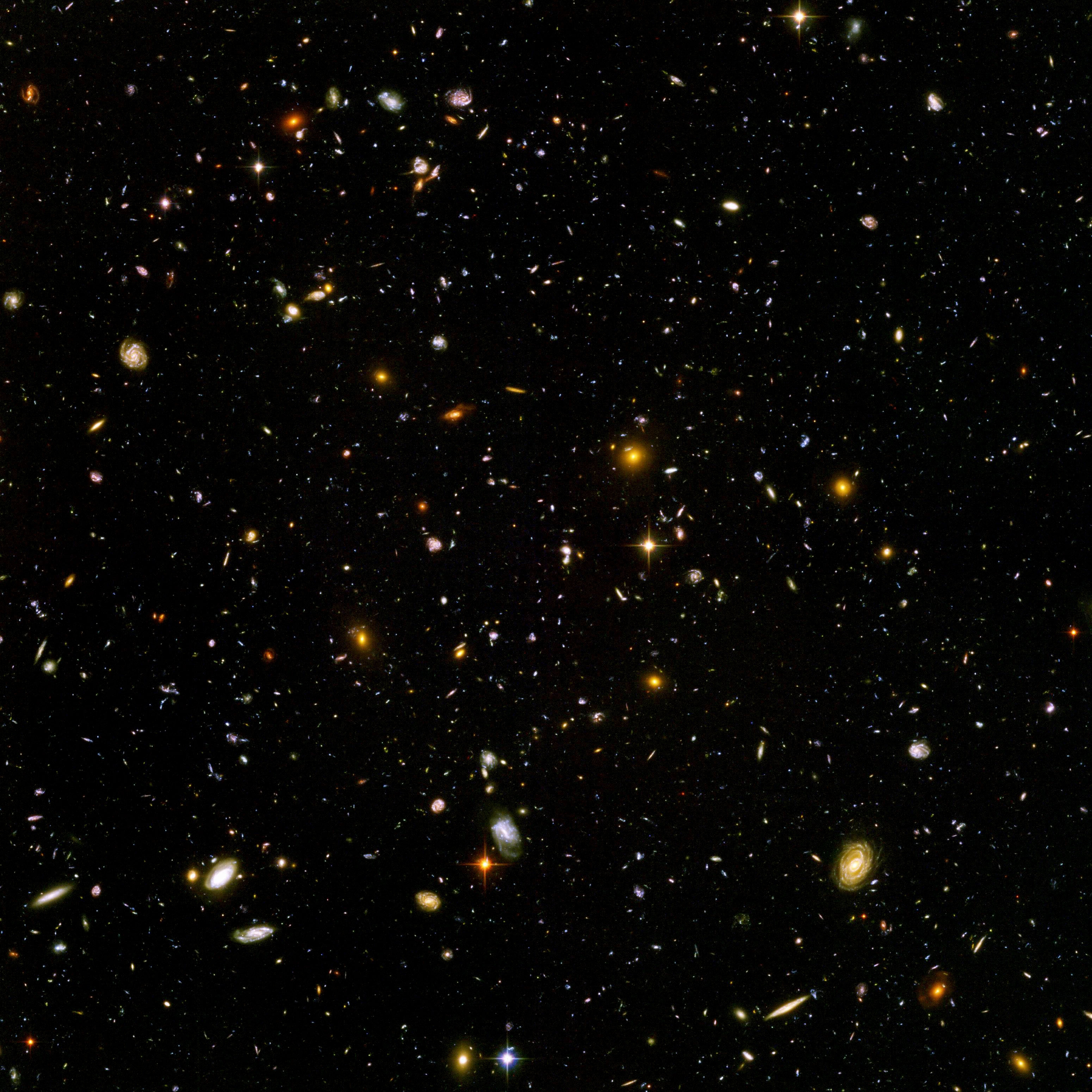
Campo Ultra Profundo del Hubble. UDF 2457 se encuentra arriba de UDF 423

- Datos: Q1032073